# Episodi di Master Crimes
La prima stagione della serie televisiva drammatica franco-belga Master Crimes, composta da 6 episodi da 52 minuti ciascuno, è stata trasmessa in Svizzera su RTS Un dal 10 al 24 ottobre 2023, in Belgio su La Une dal 19 ottobre al 2 novembre 2023 e in Francia su TF1 dal 9 al 23 novembre 2023.
In Italia la stagione è andata in onda in prima serata su Rai 1 dal 13 al 27 agosto 2024.
| nº | Titolo francese   | Titolo italiano                      | Prima TV        | Prima TV        | Prima TV         | Prima TV       |
| nº | Titolo francese   | Titolo italiano                      | Svizzera        | Belgio          | Francia          | Italia         |
| -- | ----------------- | ------------------------------------ | --------------- | --------------- | ---------------- | -------------- |
| 1  | Épisode 1         | L'assassino perfetto - Parte prima   | 10 ottobre 2023 | 19 ottobre 2023 | 9 novembre 2023  | 13 agosto 2024 |
| 2  | Épisode 2         | L'assassino perfetto - Parte seconda | 10 ottobre 2023 | 19 ottobre 2023 | 9 novembre 2023  | 13 agosto 2024 |
| 3  | Tu seras un homme | Sarai un uomo                        | 17 ottobre 2023 | 26 ottobre 2023 | 16 novembre 2023 | 20 agosto 2024 |
| 4  | Sous pression     | Sotto pressione                      | 17 ottobre 2023 | 26 ottobre 2023 | 16 novembre 2023 | 20 agosto 2024 |
| 5  | Marquées à vie    | Il marchio del disonore              | 24 ottobre 2023 | 2 novembre 2023 | 23 novembre 2023 | 27 agosto 2024 |
| 6  | Mauvais cygne     | Il cigno nero                        | 24 ottobre 2023 | 2 novembre 2023 | 23 novembre 2023 | 27 agosto 2024 |

## L'assassino perfetto - Parte prima
- Titolo francese: Épisode 1
- Diretto da: Marwen Abdallah
- Scritto da: Elsa Marpeau, Manon Dillys, Anthony Maugendre ed Emmanuele Michaux

### Trama
Mentre tiene un corso all'università, Louise Arbus, professoressa di psicocriminologia, viene chiamata sulla scena del crimine dal commissario Rugasira. Scopre sui binari della ferrovia la vittima, Sofia Perez, una giovane donna uccisa con dodici coltellate. La messa in scena è attenta: lei siede su una poltrona, con le mani incollate agli occhi. Sulla sua schiena c'è scritto: "Sto aspettando l'assassino perfetto". Una frase tratta da un libro di Louise. Quest'ultimo non ha altra scelta che partecipare alle indagini guidate dal capitano Barbara Delandre. Recluta quattro dei suoi studenti.
- Ascolti Belgio: telespettatori 378 207[12].
- Ascolti Francia: telespettatori 5 490 000 – share 26,1%[13].
- Ascolti Italia: telespettatori 1 563 000 – share 12,90%[14].

## L'assassino perfetto - Parte seconda
- Titolo francese: Épisode 2
- Diretto da: Marwen Abdallah
- Scritto da: Elsa Marpeau, Manon Dillys, Anthony Maugendre ed Emmanuele Michaux

### Trama
Raphael Lantier viene trovato morto per strada davanti a una statua di Cristo. Barbara Delandre pensa che si sia suicidato per sfuggire alla giustizia. Louise Arbus non è d'accordo con lei. L'assassino non lo avrebbe contestato con l'omicidio di Sofia Perez prima di porre fine alla sua vita. Louise, Samuel, Mia, Boris e Valentine irrompono in casa di Lantier per stabilire il suo profilo psicologico. Prima di essere sorpresi dal capitano Delandre, hanno il tempo di avanzare un'ipotesi: Lantier era un boia e la mente degli omicidi è ancora in libertà. Viene denunciato un altro delitto.
- Ascolti Belgio: telespettatori 378 207[12].
- Ascolti Francia: telespettatori 4 540 000 – share 26,4%[13].
- Ascolti Italia: telespettatori 1 563 000 – share 12,90%[14].

## Sarai un uomo
- Titolo francese: Tu seras un homme
- Diretto da: Marwen Abdallah
- Scritto da: Elsa Marpeau, Manon Dillys, Anthony Maugendre ed Emmanuele Michaux

### Trama
- Ascolti Belgio: telespettatori 337 560[15].
- Ascolti Francia: telespettatori 5 040 000 – share 25,6%[16].
- Ascolti Italia: telespettatori 1 460 000 – share 11,50%[17].

## Sotto pressione
- Titolo francese: Sous pression
- Diretto da: Marwen Abdallah
- Scritto da: Elsa Marpeau, Manon Dillys, Anthony Maugendre ed Emmanuele Michaux

### Trama
- Ascolti Belgio: telespettatori 337 560[15].
- Ascolti Francia: telespettatori 3 970 000 – share 25,4%[16].
- Ascolti Italia: telespettatori 1 460 000 – share 11,50%[17].

## Il marchio del disonore
- Titolo francese: Marquées à vie
- Diretto da: Marwen Abdallah
- Scritto da: Elsa Marpeau, Manon Dillys, Anthony Maugendre ed Emmanuele Michaux

### Trama
- Ascolti Belgio: telespettatori 395 960[18].
- Ascolti Francia: telespettatori 4 650 000 – share 23,4%[19].
- Ascolti Italia: telespettatori 1 594 000 – share 11,30%[20].

## Il cigno nero
- Titolo francese: Mauvais cygne
- Diretto da: Marwen Abdallah
- Scritto da: Elsa Marpeau, Manon Dillys, Anthony Maugendre ed Emmanuele Michaux

### Trama
- Ascolti Belgio: telespettatori 395 960[18].
- Ascolti Francia: telespettatori 3 770 000 – share 24,8%[19].
- Ascolti Italia: telespettatori 1 594 000 – share 11,30%[20].